# 조진세
조진세(1990년 12월 10일 ~ )는 대한민국의 희극 배우이다. 2016년 KBS 31기 공채 개그맨으로 데뷔하였다.

## 학력
- 가천대학교 체육학과 졸업

## 방송
- KBS 《개그콘서트》

〈무비 리틀 텔레비전〉
〈민상토론2〉
〈나타나〉
〈가족같은〉
〈핵갈린 늬우스〉
〈부담거래〉조 검사 역
〈창과 방패〉
〈누가 녹음〉
〈힘을 내요! 슈퍼 뚱맨〉
〈아무 말 대잔치〉
〈대화가 필요해 1987〉
〈욜로 민박〉
〈관리자들〉
〈버스킹 어게인〉
〈꼬맨스〉
〈가짜뉴스〉
〈오목고시원〉
- 유튜브 우낌표 , 숏박스

## 드라마
- 2022년 ENA 《신병》 - 노희정 역
- 2023년 TvN 《소용없어 거짓말》 - 소보로 역
- 2023년 ENA 《신병 시즌 2》 - 노희정 역
- 2023년 MBC 《오늘도 사랑스럽개》 - 송우택 역
- 2024년 TvN 《내 남편과 결혼해줘》 - 조동석 역

## 영화
- 2024년 《목스박》